# 張鴻 (前燕)
張 鴻（ちょう こう、生没年不詳）は、五胡十六国時代の前燕の人物。范陽郡の出身。

## 生涯
前燕に仕え、黄門郎に任じられていた。
燕王慕容皝に寵愛されていたが、あるとき突然、頬の下に1寸余のできものが生えてきた。慕容皝はこれを不快に思い、宮中から使いを出して、鵞や鴨を贈って看病させた。
これ以後の事績は、史書に記されていない。